# Уральское (Пермский край)
Уральское — село в Пермском крае России. Входит в Чайковский городской округ.

## География
Село расположено на реке Поша, примерно в 40,5 км к югу от города Чайковского.

## История
Населённый пункт известен с 1782 года как починок Дряхлой. Ещё одно название — деревня Нижняя Поша. Селом раньше официально никогда не было.
В 1929 году здесь был образован колхоз «Красная заря», который 27 августа 1950 года был укрупнён и получил имя Маленкова (с августа 1957 года — им. Ленина, с 1963 года — «Ленинский путь»).
Указом Президиума Верховного Совета РСФСР от 13 июля 1963 года село Дряхлы Куединского сельского района Пермской области переименовано в село Уральское.
Уральское до декабря 2004 года являлось административным центром Уральского сельского совета, с декабря 2004 до весны 2018 гг. — административным центром Уральского сельского поселения Чайковского муниципального района.

## Население
| 2010 |
| ---- |
| 882  |

## Улицы
В селе имеются улицы:
- Зелёная ул.,
- Нефтяников ул.,
- Речная ул.,
- Центральная ул.,
- Центральный пер.,
- Школьная ул.

## Известные уроженцы
- Ефим Иванович Соломенников — Герой Советского Союза[3].

## Топографические карты
- Лист карты O-40-121. Масштаб: 1 : 100 000. Состояние местности на 1982 год. Издание 1983 г.